# Христофорово (Кировская область)
Христофорово — посёлок в Лузском районе Кировской области (Россия). Входит в Лузское городское поселение (до 2012 года входил в Христофоровское сельское поселение). Посёлок расположен в 17 км от железнодорожной станции Сусоловка и 42 км от г. Луза (ж/д). По автомобильным дорогам в Христофорово можно попасть только через границу с Вологодской областью (посёлок Сусоловка).
В 1943 году Христофорово получило статус посёлка городского типа. С 2005 года Христофорово — сельский населённый пункт.

## Население
| 1959 | 1970 | 1979 | 1989 | 2002 | 2010 |
| ---- | ---- | ---- | ---- | ---- | ---- |
| 3438 | 3171 | 1963 | 1296 | 843  | 412  |

## Телевидение
| Канал        | Частота | Мощность передатчика |
| ------------ | ------- | -------------------- |
| Первый канал | ?       | ?                    |
| Россия 1     | ?       | ?                    |

## Радио
| Радиостанция   | Частота | Место передатчика | Мощность |
| -------------- | ------- | ----------------- | -------- |
| Мария FM       | 101,90  | п. Пинюг          | 1        |
| Русское радио  | 102,20  | г. Коряжма        | 0,5      |
| Трансмит       | 102,30  | г. Великий Устюг  | 1        |
| Ретро FM       | 103,00  | г. Котлас         | 1        |
| Европа Плюс    | 104,70  | г. Котлас         | 1        |
| Дорожное радио | 106,00  | г. Котлас         | 0,1      |
| Хит FM         | 107,00  | г. Котлас         | 0,1      |

В зимнее время возможно пересечение радиостанций Трансмит и Русское радио.

## Мобильная связь
В феврале 2015 года запущена сеть оператора «Мобильные Телесистемы»